# كريس تامر
كريس تامر (بالإنجليزية: Chris Tamer)‏ هو لاعب هوكي الجليد أمريكي، ولد في 17 نوفمبر 1970 في ديربورن في الولايات المتحدة.

## وصلات خارجية
- كريس تامر على موقع دوري الهوكي الوطني (الإنجليزية)
- كريس تامر على موقع قاعة مشاهير الهوكي (لاعب أن.إتش.أل) (الإنجليزية)
- كريس تامر على موقع EliteProspects.com (الإنجليزية)
- كريس تامر على موقع HockeyDB.com (الإنجليزية)
- كريس تامر على موقع Hockey-Reference.com (الإنجليزية)